# ميركو بيتروفيتش نيكوش
ميركو بيتروفيتش نيكوش أو كما يعرف بـ (فويفودا ميركو) (أغسطس 1820 - أغسطس 1867) غراندوق غراهوفو، هو قائد ودبلوماسي وشاعر من افراد عائلة بيتروفيتش نيكوش المالكة في مونتينغرو (الجبل الأسود). الاخ الأكبر للامير دانيلو الأول، وهو والد الملك نيكولا الأول ملك الجبل الأسود. وهو ابن ستانكو بيتروفيتش نيكوش من زوجته كرستينيا فربيكا. اشتهر ميركو بانتصاره على العثمانيين في معركة كراهوفاك في 1 أيار من عام 1858 وذلك عند قيادته لجيش الجبل الأسود ضد العثمانيين. حيث اقيم له في عاصمة الجبل الأسود القديمة ستينجي نصب يمجد انتصاره تم انشاؤه عام 1864 .
تزوج ميركو في نيكوش في نوفمبر عام 1840 من ستانا مارتينوفيتش (1824- 1894) ولهم ثلاث أبناء:
1- الملك نيكولا الأول ملك الجبل الأسود (1841-1821)
2- الأميرة أنستازيا
3- الأميرة ماريا